# Église Saint-Antoine de Laizé
L'église Saint-Antoine de Laizé (anciennement Saint-Sulpice) est une église de style roman du XIe siècle, consacrée à saint Antoine. Elle se situe à Laizé, commune de Saône-et-Loire, en Bourgogne-Franche-Comté.
Cette église du diocèse d'Autun relève de la paroisse Saint-Vincent de Paul (Mâcon).

## Protection
L'église est inscrite aux Monuments historiques depuis un arrêté du 29 octobre 1926.
Dès 1912, l'Académie de Mâcon avait attiré l'attention de la Commission des monuments historiques sur la nécessité de protéger cet édifice. En effet, cette commission avait sollicité la société savante de Mâcon pour que lui soit signalées « les églises qui mériteraient un classement immédiat » dans l'arrondissement de Mâcon, en réponse de quoi l'Académie avait remis au ministère de l'Instruction publique une liste comportant « 12 monuments parmi les plus anciens et les plus intéressants » (8 à classer en totalité et 4 en partie), parmi lesquels figurait : « Le clocher garni d'un hourd de fortifications de Laizé (canton de Mâcon-Nord), XIIIe et XIVe siècles ».

## Historique
Milon, vassal du comte Léotald de Mâcon, , donne l’église de Laizé (alors Saint Sulpice) à Cluny. L’église existait sans doute depuis le  Xe siècle .
L’abbaye de Cluny transforme l'église en prieuré. L’église redevient paroissiale au  XVe siècle et prend le vocable de Saint-Antoine. Au  XIXe siècle l’église est dans un état déplorable. En 1840 le marie de la commune demande à M. Falconnet, architecte de proposer un devis afin de la restaurer. L’architecte propose non seulement de la réparer mais aussi de l’agrandir, il insiste sur l’originalité du clocher. Ces propositions sont retenues et adoptées par le conseil municipal du 28 mai 1843. Les travaux sont terminés et réceptionnés le 24 février 1846.
C’est seulement en 1912 que d’autres travaux, relativement modestes, sont entrepris. En 1928 le clocher subit des réparations.
En avril 2012, une tempête a endommagé le clocher qui fut réparé grâce au soutien de la commune, de la DRAC et de l’association de sauvegarde de l’église.
Le 5 décembre 2021 y a été célébrée une messe de consécration d'un nouvel autel, installé à la verticale d'une nouvelle estrade ayant en son centre un losange réalisé en marqueterie d’art et qui représente l’ange pascal de Cluny (rappelant que Laizé fut un doyenné de l'abbaye de Cluny) ; cet ensemble a été réalisé par trois artisans d’art : Philippe Baudras pour la partie boiserie et Armande et Geoffroy de Bazelaire (Ouges) pour la marqueterie.

## Description
L’église a une nef unique et une abside semi-circulaire. Le clocher est légèrement désaxé par rapport à l’abside. Le beffroi est percé de baies jumelles, couronné par une flèche et tenu à sa base par une plate forme de bois.
Le chœur, réalisé au XVe siècle contient des stalles gothiques.
Dans la nef est visible une plaque émaillée commune aux villages de Laizé et de Charbonnières, donnant le nom des soldats de ces deux communes morts pour la France lors de la Première Guerre mondiale (26 soldats pour Laizé et 7 soldats pour Charbonnières), avec l'invocation « Miséricordieux Jésus donnez-leur le repos éternel ».
Cette église restaurée en 1988 et 1990 possède un clocher original, unique en Mâconnais (bretèche et collier de guet en bois) qui s’élève sur l'abside (et non à l'extrémité de la nef), remanié et fortifié au XVe siècle (il abrite une cloche de 500 kg, refondue et baptisée en juillet 1850). Sa nef a été élargie au XIXe siècle.
Cette église fait partie du circuit des églises romanes en Bourgogne du Sud. Propriété de la commune, l’église est située au centre du village de Laizé. Elle peut se visiter sur rendez-vous.